# Atlas Aircraft Corporation
La Atlas Aircraft Corporation of South Africa, nota anche come Atlas Aviation, era un'azienda aeronautica sudafricana fondata nel 1965 ed attiva nella produzione di una serie di sofisticati aerei militari ed avionica destinati sia alla Suid-Afrikaanse Lugmag, l'aeronautica militare del Sudafrica, che per il mercato estero. Venne istituita principalmente per aggirare l'embargo internazionale sulle armi iniziato nel 1963 come atto di ritorsione contro le politiche sull'apartheid applicate dal governo sudafricano.
Nel 1968, con l'istituzione della Armscor (Armaments Corporation of South Africa), una conglomerata con partecipazione statale del governo sudafricano, la Atlas Aircraft Corporation venne posta sotto il controllo della Armscor.
Nel 1992 la Atlas venne assorbita in una nuova entità aziendale conosciuta come Denel, diventando parte della Denel Aviation.
Durante la sua attività la Atlas ha prodotto su licenza e provveduto alla manutenzione di una serie di velivoli:
- Atlas Bosbok (l'italiano Aeritalia AM 3 da osservazione utilizzato anche come aereo da attacco al suolo leggero)
- Atlas Cheetah (un caccia a getto, sviluppo locale del francese Dassault Mirage III)
- Atlas Impala MkI e MkII (il biposto da addestramento a getto Aermacchi MB-326 progettato in Italia)
- Atlas Oryx (versione armata dell'elicottero francese Aérospatiale SA 330 Puma )

La Atlas fornì anche supporto tecnico per la manutenzione della flotta impiegata dalla forza aerea sudafricana, costituita da vari modelli ad ala fissa e mobile, di produzione britannica, francese, statunitense e svizzera, acquistati principalmente prima dell'inizio delle sanzioni nel 1960:
- Aérospatiale Alouette II
- Aérospatiale Alouette III
- Aérospatiale Super Frelon
- Avro 696 Shackleton
- Beechcraft Queen Air
- Blackburn Buccaneer
- British Aerospace BAe 125
- Douglas C-54 Skymaster
- Cessna 180
- Cessna 310
- Cessna Skymaster
- Cessna 402
- Dassault Mirage III
- de Havilland DH.104 Dove
- Douglas DC-4
- English Electric Canberra
- North American F-86 Sabre
- Pilatus PC-7
- Piper PA-23
- Piper PA-28